# Calera de Tango
Calera de Tango est une ville et une commune du Chili faisant partie de la Province de Cordillera, elle-même située dans la région métropolitaine de Santiago. En 2016, sa population s'élevait à 25 060 habitants. La superficie de la commune est de 73 km2 (densité de 343 hab./km2).
Calera de Tango fait partie de l'agglomération de la capitale Santiago dans la région centrale du Chili. Elle est située à une quinzaine de kilomètres au sud-est du centre de celle-ci, et est séparée de commune de San Bernardo par les Cerro Chena.
La commune a connu une forte croissance démographique liée à l'expansion de Santiago avec une augmentation de près de 150% de sa population au cours des 25 dernières années.